# Вернигора, Пётр Леонтьевич
Пётр Леонтьевич Вернигора (12 июля 1921 — 20 ноября 1943) — лейтенант Рабоче-крестьянской Красной Армии, участник Великой Отечественной войны, Герой Советского Союза (1944).

## Биография
Родился 12 июля 1921 года в посёлке Тараща (ныне — город в Киевской области Украины) в семье служащего. Украинец. Окончил техникум механизации в Белой Церкви, затем два курса сельскохозяйственного института. 
В 1939 году был призван на службу в Рабоче-крестьянскую Красную Армию. В 1942 году окончил Ташкентское училище самоходной артиллерии. С декабря этого же года — на фронтах Великой Отечественной войны. Участвовал в освобождении Старого Оскола, Ахтырки и ряда других населённых пунктов Сумской области, Курской битве, освобождении Миргорода и Хорола. В звании лейтенанта Пётр Вернигора командовал батареей 1817-го самоходно-артиллерийского полка 52-й армии 2-го Украинского фронта. Отличился во время битвы за Днепр.
В конце сентября 1943 года полк, в котором служил Пётр Вернигора, вышел к Днепру и захватил плацдарм на его западном берегу в районе города Канева Черкасской области. В ночь с 16 на 17 ноября 1943 года, посадив на броню своей самоходки «СУ-122» пехотный десант, первым в своём подразделении ворвался в деревню Геронимовка и разгромил крупное подразделение дивизии СС «Викинг». На рассвете 20 ноября шесть самоходок под его командованием стремительно преодолели открытую местность до станции Черкассы, где их ждала танковая засада. Обороняясь, группа уничтожила 5 вражеских танков. Группе Петра Вернигоры удалось прорваться в Черкассы и начать вести бой на городской площади. Немецкие войска непрерывно контратаковали позицию команды Петра Вернигоры. Когда кончились снаряды, приказал уничтожать противника гусеницами. В бою был ранен, но самоходку не покинул, продолжая руководить действиями экипажа. Когда прямым попаданием был взорван бак с горючим, экипаж во главе с Петром Вернигорой сгорел заживо. Похоронен в братской могиле в селе Геронимовка Черкасской области.
Всего же за четыре дня боёв батарея Петра Вернигоры уничтожила 5 танков, 17 орудий, 2 миномёта, 6 противотанковых орудий, 16 пулемётов, 13 автомашин, большое количество солдат и офицеров врага. Ей также удалось захватить в плен 18 солдат и офицеров, а также 14 автомашин и 3 артиллерийских орудия.
Указом Президиума Верховного Совета СССР «О присвоении звания Героя Советского Союза офицерскому, сержантскому и рядовому составу Красной Армии» от 22 февраля 1944 года за «образцовое выполнение боевых заданий командования при форсировании реки Днепр, развитие боевых успехов на правом берегу реки и проявленные при этом отвагу и геройство» был удостоен посмертно высокого звания Героя Советского Союза. Также был награждён орденом Ленина.

## Награды и звания
- Герой Советского Союза (22.2.1944)
- Орден Ленина

## Память
- В честь Вернигоры названы улицы в Черкассах, Тараще и селе Геронимовка.[3]
- Приказом Министра обороны СССР П. Л. Вернигора навечно зачислен в списки личного состава роты[3] (в дальнейшем, приказом командования был учреждён вымпел имени Героя Советского Союза П. Л. Вернигоры, которым награждался лучший экипаж части)[5]
- Аннотационная доска в Черкассах (2).
- Стела Героев в Черкассах.
- В Марьина Горка (Беларусь). Мемориал в честь 8-й Гвардейской Краснознаменной танковой дивизии. Один из памятных знаков посвящён Герою.

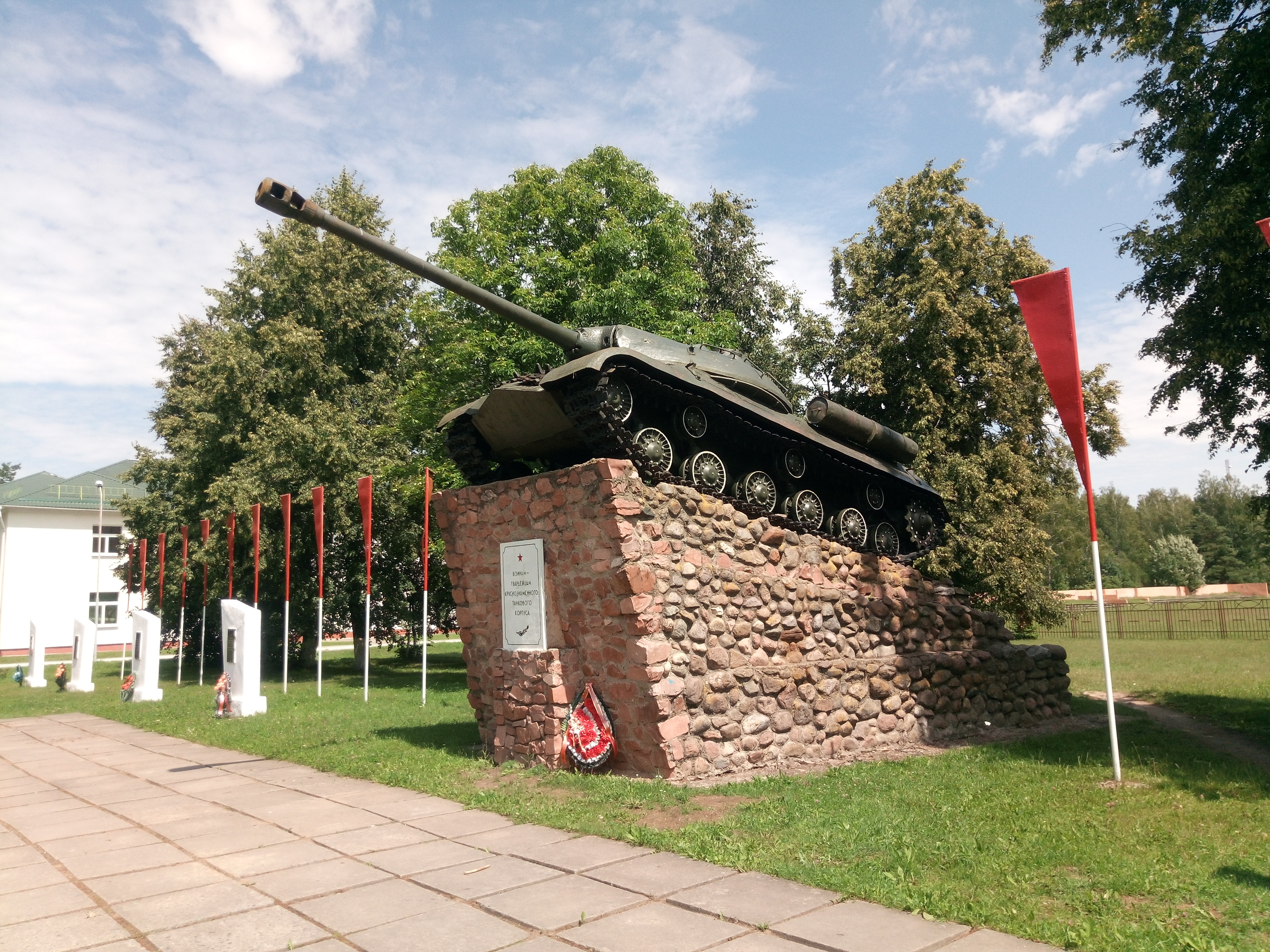
Марьина Горка. Памятник воинам-гвардейцам Краснознамённого танкового корпуса.
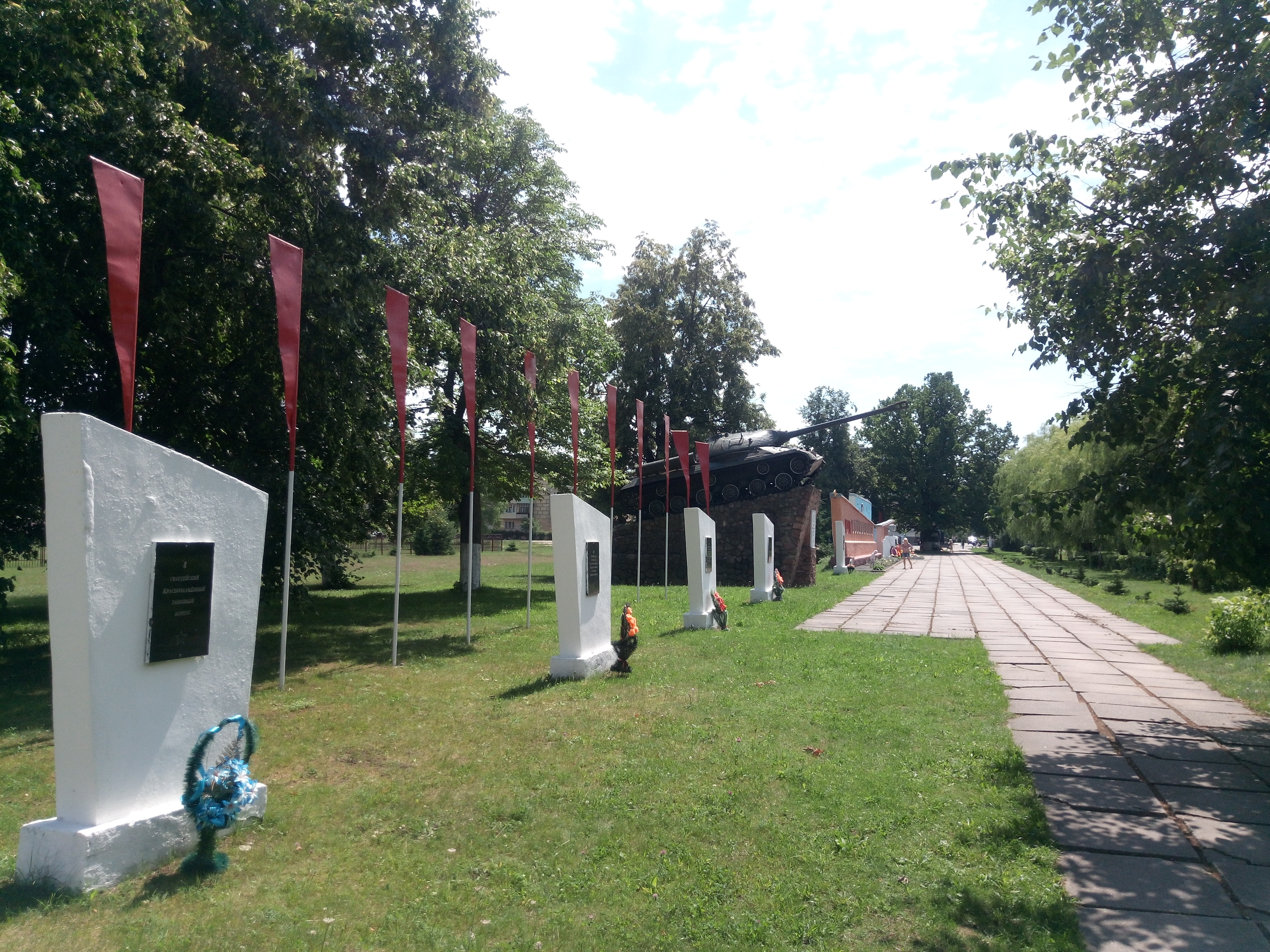
Марьина Горка. Мемориал 8-й танковой дивизии.
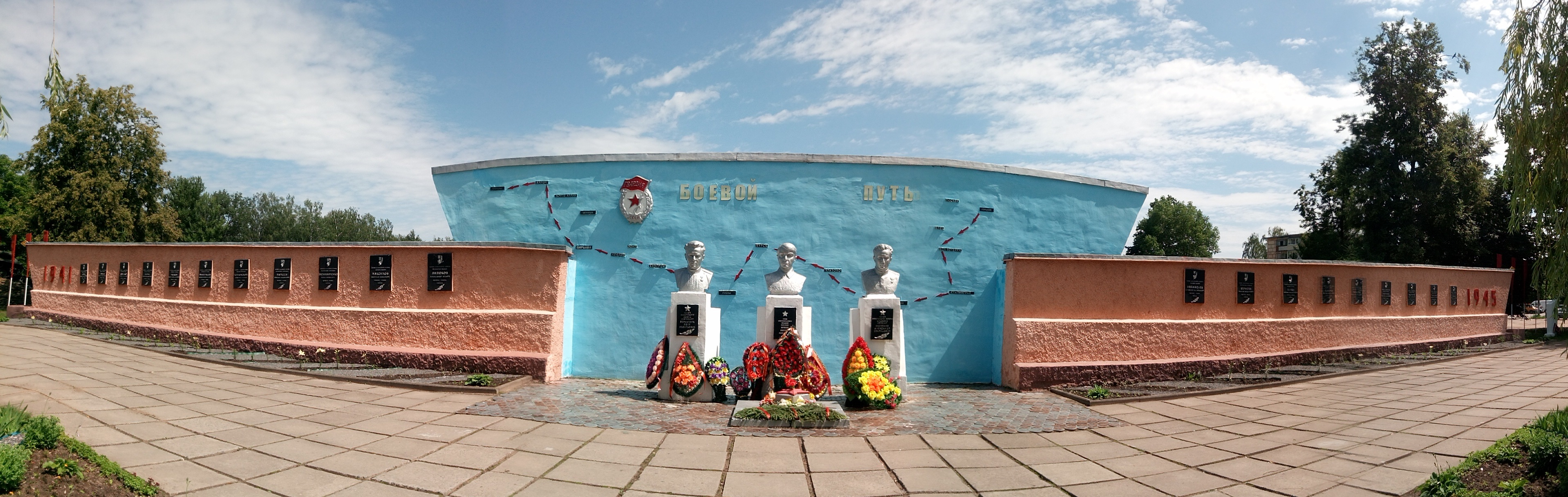
Марьина Горка. Мемориал 8-й танковой дивизии.
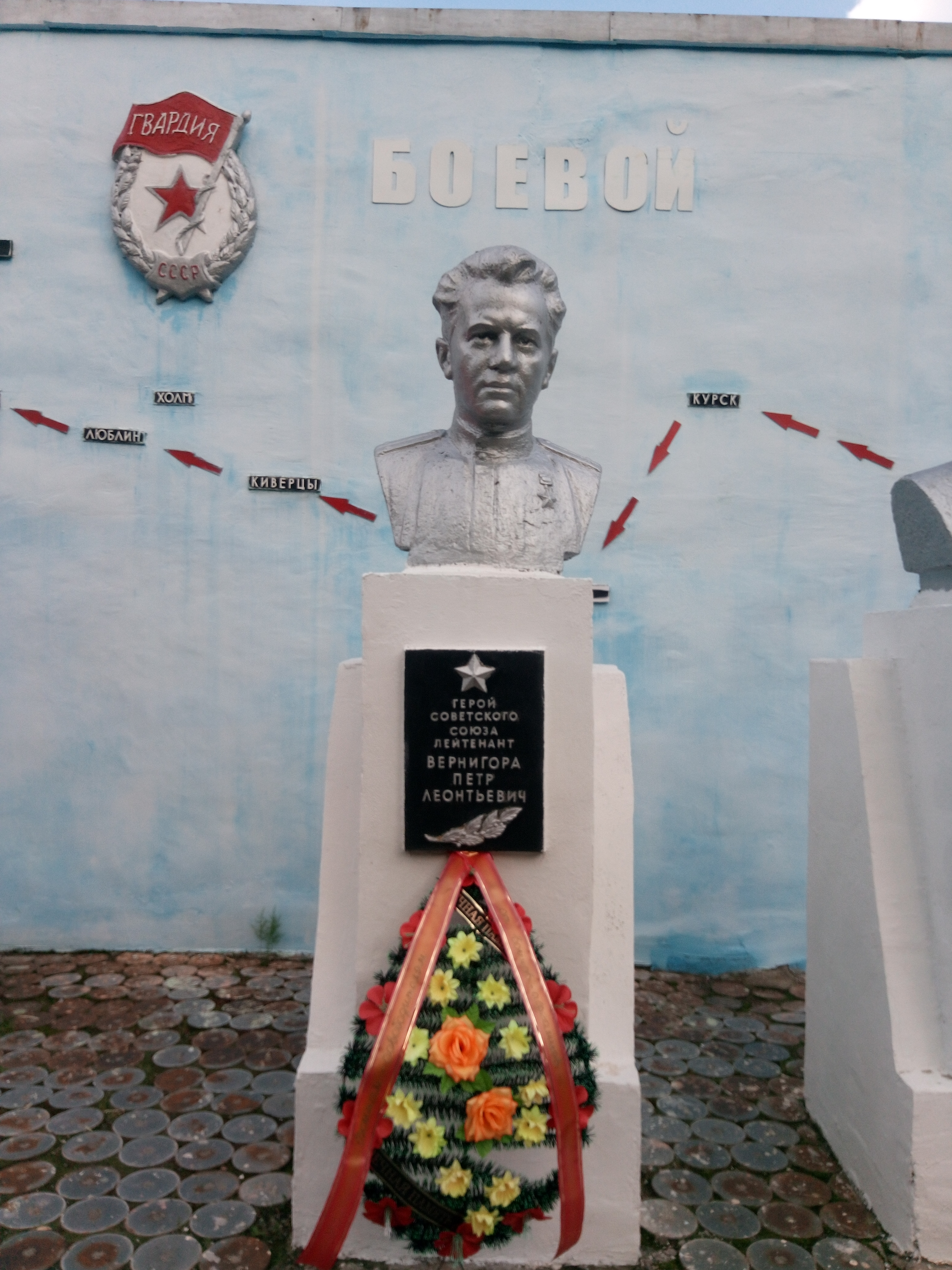
Марьина Горка. Мемориал 8-й танковой дивизии. Бюст и памятная доска.